# Charivari (radio)
Pour les articles homonymes, voir charivari.

Charivari est une émission culturelle de radio, diffusée sur France Inter du lundi au jeudi de 18h20 à 19h00 durant trois saisons, de juillet 2003 au 29 juin 2006. Elle était animée par Frédéric Bonnaud et réalisée par Henry-Marc Mutel.
Chaque soir un ou plusieurs invités s'y succèdaient pour parler de littérature, de cinéma, de bande dessinée, de philosophie, d'art pictural, voire de politique. L'émission permettait à l'invité de s'exprimer sans être trop dirigé par les questions de l'animateur. En fin d'émission, un chroniqueur avait carte blanche :
- le lundi, Philippe Val (rédacteur en chef de Charlie Hebdo) sur un sujet d'actualité politique ou sociale,
- le mardi, Philippe Collin (animateur de l'émission Panique au Mangin Palace) faisait une chronique humoristique sur un sujet d'actualité en partant d'une expression populaire,
- le mercredi, Jean-François Rauger venait parler de cinéma en présentant un film, souvent à contre-courant des critiques habituelles,
- le jeudi, Fabrice Gabriel proposait un autre regard sur un œuvre littéraire, souvent méconnue. Il succédait dans ce rôle à Pierre Assouline et à Michel Polac[2].

## Thèmes abordés
Par exemple :
- 1er mai 2006 - interview de Fabienne Brutus, auteur de Chômage, des secrets bien gardés.